# 황금빛 내 인생
《황금빛 내 인생》은 2017년 9월 2일부터 2018년 3월 11일까지 방영된 KBS 2TV 주말 드라마이다.

## 기획 의도
해성 재벌 최도경이 태어나면서부터 주어지고 길들여져왔던 자신의 환경이 진정한 자신의 세계가 아님을 사랑하는 여자를 만나면서 깨닫고 자신의 인생과 사랑을 이루어나가는 과정을 그리며, 서지안이 신분이 뒤바뀌는 상황을 통해 자신이 원했던 금전적 세속적 환경이 행복의 조건이 아님을 깨닫는 내용이 전개된다. 더불어 이 시대 보통의 아버지가 잃어버리고 있는 진정한 아버지의 자리가 무엇인지 그려나간 드라마이다.

## 등장인물
- (†) 표시는 드라마 상에서 최종적으로 사망한 인물이다.

### 주요 인물
- 박시후: 최도경(33세) 역 - 해성그룹 외아들이자 전략기획팀장, 미국에서 MBA 마치고 돌아온 재벌 3세
- 신혜선: 서지안(28세) 역 (아역: 문소희, 강윤아) - 서태수의 딸, 해성그룹 마케팅 팀 계약직 2년 차
- 이태환: 선우혁(28세) 역 - 지안의 고등학교 친구이자 실내 디자인 전공 미대생, 1인 DIY 가구 쇼핑몰 ‘맘대로’ 실장
- 서은수: 서지수 / 최은석(28세) 역 (아역: 송서은, 엄서현, 한예하) - 지안의 이란성 쌍둥이 동생, 최재성과 노명희의 친딸, 전문대 치위생과 졸업, 아르바이트생

### 서지안의 주변 인물
- 천호진: 서태수 역 (아역: 이존승) † - 지안의 아버지, 시한부 환자
- 김혜옥: 양미정(58세) 역 - 지안의 어머니, 전업주부
- 이태성: 서지태(33세) 역 - 지안의 오빠, 금융업 종사자
- 신현수: 서지호(24세) 역 (아역: 지원호) - 지안의 남동생, 집안의 분위기 메이커
- 박주희: 이수아(33세) 역 - 지태의 아내, 학습 교재 출판사 무기 계약직 사원

### 최도경의 주변 인물
- 전노민: 최재성(59세) 역 - 도경, 지수, 서현의 아버지, 해성그룹 부회장, 강원도 태백 탄광 지대 출신
- 나영희: 노명희(58세) 역 - 도경, 지수, 서현의 어머니, 해성F&B 대표, 해성그룹 노양호 회장의 장녀, 명수의 처형
- 이다인: 최서현(23세) 역 - 도경과 지수의 여동생, 음대 첼로 전공

### 선우혁의 주변 인물
- 정소영: 선우희(40세) 역 - 40세. 혁의 누나. 가구 카페 사장. 5년 전 이혼한 뒤 최근 동생 혁의 도움으로 가구 카페를 오픈해 운영 중이다.
- 최귀화: 강남구(39세) 역 - 39세. 수제 빵집 사장. 지수가 일하는 빵집 사장.
- 권혁풍: 선우석(66세) 역 - 66세. 혁과 희의 아버지. 목수. 아들 혁의 쇼핑몰 사업을 돕고 있다.

### 해성 그룹
- 김병기: 노양호(80대 중반) 역 - 80세 중반, 해성그룹 창업주이자 회장, 백정의 아들
- 서경화: 민부장 / 민들레(58세) 역 - 도경 집의 오래된 집사, 싱글, 과거엔 해성그룹 직원이었지만, 현재는 집안일을 돌보는 비서
- 전수경: 노진희(53세) 역 - 명희의 여동생, 해성그룹 노양호 회장의 차녀, 해성F&B 계열사 부사장, 재성의 처제
- 유하복: 정명수(57세) 역 - 진희의 남편, 해성어패럴 대표, 검사 집안의 검사 출신.
- 이규복: 유관우(31세) 역 - 도경의 비서
- 위하준: 류재신(28세) 역 - 서현의 운전기사 겸 보디가드

### 그 외 인물들
- 신현아: 호프집 직원 역
- 이종남: 신해자(59세) 역 - 서태수의 고향 동생, 양미정의 옛 직장 선배, 서태수가 세들어 사는 연립의 건물주이자 집주인
- 도용구: 장석두 역 - 서태수의 친구, 신해자의 남편
- 김성훈: 이용국(33세) 역 - 도경의 친구, 전 ‘N가온’ 멤버, 대륜기업 이철민 회장의 손자, 현재 ‘맘대로’ 쇼핑몰 대표로 혁과 동업 중
- 백서이: 윤하정(28세) 역 - 해성어패럴 마케팅 팀 사원, 지안의 대학 과 동기, 지안이 내정됐던 해성그룹 마케팅 팀 정규직 자리를 꿰참
- 김사권: 김기재(33세) 역 - 33세. 도경의 친구, 성호제약 후계자
- 노수산나: 강명신 역 - 지안의 대학 동기이며 절친
- 정아미: 손 여사 역 - 장소라의 어머니
- 손강국: 이정욱 역 - 해성어패럴 마케팅 팀 부장
- 공상아: 양정아 역 - 해성어패럴 마케팅 팀 대리
- 공민정: 송미헌 역 - 해성어패럴 마케팅 팀 사원
- 임투철: 오경민 역 - 해성어패럴 마케팅 팀 사원
- 옥주리: 빵집의 고객 역
- 이설구: 사채업자 역
- 손상연
- 황윤걸
- 송진우: 지호 매니저 역
- 마성민: 조선족 청부업자 역
- 홍성호: 의사 역
- 박승태: 양미정의 어머니 역
- 이주한: 홍비서 역
- 임지현: 김소진 역 - 류재신의 아내
- 이다해: 양미리 / 양목수 역
- 문학진: 핸드폰 대리점 직원 역
- 하민
- 김도운: 남학생 역
- 이진목
- 전은미: 은행 고객 역
- 손영순: 서태수 어머니 역
- 정영훈: 최재록 역
- 나석민
- 신동력: 남정수 기자 역

### 특별 출연
- 백지원: 조순옥 역 - 최은석을 납치한 여자
- 유인영: 장소라 역 (27회~31회) - 최도경의 약혼녀, 재벌 3세, 미국 유학생

## 제작진
- 책임프로듀서: 배경수
- 프로듀서: 강민경
- 제작: 박지영, 김진이
- 제작사: 스튜디오드래곤
- 제작총괄: 김기재, 김호룡
- 극본: 소현경
- 연출: 김형석
- 조연출: 최윤석
- 촬영: 김시형
- 조명: 이화윤
- 동시녹음: 구본경, 최지훈, 최홍수
- 미술: 하지희
- 음악: [청춘뮤직] 김지수
- OST 제작: [씨그널엔터테인먼트그룹] 민현일, 이승민
- 음향효과: 박종천, 배윤영, 임소연
- 편집: 이동현
- 무술: 한정욱
- 보조출연: [하늘예술] 김문곤, 서영준, 김정민
- 제작프로듀서: 김성민
- 보조작가: 김정은, 권상아, 이선아
- 섭외: [로케이션 마루] 장수봉

## 촬영지
- Cafe Hee(Sodic)
- 용산 가족공원
- HS빌
- 선재어촌체험마을
- 블럭제빵소
- 상생장
- 롯데월드 어드벤처
- 갤러리카페 마다가스카르
- 원효대교
- 덕수궁 돌담길
- 메가박스 하남스타필드 더 부티크
- 그린클라우드커피
- 실버영화관

## 시청률
최저 시청률과 최고 시청률은 시청률 조사회사와 지역별로 시청률에 차이가 있을 수 있습니다.
| 2017년      | 2017년      | 2017년          | 2017년        | 2017년          | 2017년        |
| 회차        | 방송일      | TNmS 시청률     | TNmS 시청률   | AGB 시청률      | AGB 시청률    |
| 회차        | 방송일      | 대한민국 (전국) | 서울 (수도권) | 대한민국 (전국) | 서울 (수도권) |
| ----------- | ----------- | --------------- | ------------- | --------------- | ------------- |
| 제1회       | 9월 2일     | 20.7%           | 17.5%         | 19.7%           | 19.5%         |
| 제2회       | 9월 3일     | 22.5%           | 20.0%         | 23.7%           | 23.5%         |
| 제3회       | 9월 9일     | 23.2%           | 19.4%         | 22.4%           | 22.2%         |
| 제4회       | 9월 10일    | 29.6%           | 26.0%         | 28.4%           | 28.2%         |
| 제5회       | 9월 16일    | 25.2%           | 20.9%         | 25.3%           | 24.5%         |
| 제6회       | 9월 17일    | 28.8%           | 24.5%         | 29.7%           | 29.7%         |
| 제7회       | 9월 23일    | 25.8%           | 22.0%         | 26.2%           | 25.6%         |
| 제8회       | 9월 24일    | 31.2%           | 28.4%         | 30.9%           | 30.5%         |
| 제9회       | 9월 30일    | 24.4%           | 21.0%         | 25.4%           | 24.3%         |
| 제10회      | 10월 1일    | 28.1%           | 23.9%         | 29.6%           | 29.8%         |
| 제11회      | 10월 7일    | 24.8%           | 20.3%         | 27.2%           | 26.7%         |
| 제12회      | 10월 8일    | 30.3%           | 27.4%         | 30.9%           | 30.1%         |
| 제13회      | 10월 14일   | 27.9%           | 23.3%         | 27.4%           | 26.5%         |
| 제14회      | 10월 15일   | 31.2%           | 27.5%         | 32.4%           | 31.7%         |
| 제15회      | 10월 21일   | 30.2%           | 27.8%         | 29.7%           | 29.5%         |
| 제16회      | 10월 22일   | 34.2%           | 30.4%         | 35.0%           | 34.8%         |
| 제17회      | 10월 28일   | 30.3%           | 26.8%         | 30.2%           | 30.2%         |
| 제18회      | 10월 29일   | 34.2%           | 30.3%         | 34.5%           | 34.2%         |
| 제19회      | 11월 4일    | 31.1%           | 27.1%         | 31.2%           | 30.8%         |
| 제20회      | 11월 5일    | 35.5%           | 31.3%         | 36.0%           | 36.0%         |
| 제21회      | 11월 11일   | 32.2%           | 30.1%         | 32.3%           | 32.1%         |
| 제22회      | 11월 12일   | 37.1%           | 34.0%         | 37.9%           | 36.6%         |
| 제23회      | 11월 18일   | 31.4%           | 27.9%         | 35.0%           | 34.6%         |
| 제24회      | 11월 19일   | 36.3%           | 33.6%         | 37.7%           | 37.5%         |
| 제25회      | 11월 25일   | 30.7%           | 27.0%         | 34.7%           | 34.3%         |
| 제26회      | 11월 26일   | 35.9%           | 32.1%         | 39.0%           | 38.6%         |
| 제27회      | 12월 2일    | 32.7%           | 29.9%         | 35.7%           | 35.4%         |
| 제28회      | 12월 3일    | 38.7%           | 35.7%         | 38.8%           | 38.9%         |
| 제29회      | 12월 9일    | 33.2%           | 29.0%         | 35.6%           | 35.5%         |
| 제30회      | 12월 10일   | 40.2%           | 36.3%         | 41.2%           | 40.8%         |
| 제31회      | 12월 16일   | 34.2%           | 30.7%         | 35.7%           | 34.7%         |
| 제32회      | 12월 17일   | 39.6%           | 35.5%         | 40.7%           | 40.1%         |
| 제33회      | 12월 23일   | 32.8%           | 29.1%         | 34.7%           | 33.1%         |
| 제34회      | 12월 24일   | 35.9%           | 31.6%         | 37.8%           | 36.9%         |
| 2018년      |             |                 |               |                 |               |
| 제35회      | 1월 6일     | 37.3%           | 32.9%         | 37.6%           | 37.2%         |
| 제36회      | 1월 7일     | 42.3%           | 38.0%         | 42.8%           | 42.5%         |
| 제37회      | 1월 13일    | 36.4%           | 32.5%         | 37.8%           | 37.9%         |
| 제38회      | 1월 14일    | 39.6%           | 35.3%         | 43.2%           | 42.9%         |
| 제39회      | 1월 20일    | 35.3%           | 30.9%         | 36.8%           | 35.4%         |
| 제40회      | 1월 21일    | 41.7%           | 37.0%         | 41.9%           | 41.2%         |
| 제41회      | 1월 27일    | 37.5%           | 33.0%         | 38.8%           | 39.3%         |
| 제42회      | 1월 28일    | 42.5%           | 37.9%         | 44.2%           | 44.6%         |
| 제43회      | 2월 3일     | 39.6%           | 35.8%         | 40.3%           | 40.5%         |
| 제44회      | 2월 4일     | 43.9%           | 40.4%         | 44.6%           | 44.1%         |
| 제45회      | 2월 11일    | 39.9%           | 36.4%         | 41.9%           | 41.5%         |
| 제46회      | 2월 17일    | 30.0%           | 26.1%         | 34.7%           | 34.8%         |
| 제47회      | 2월 18일    | 35.1%           | 31.3%         | 38.7%           | 38.9%         |
| 제48회      | 2월 25일    | 30.7%           | 27.2%         | 29.3%           | 28.8%         |
| 제49회      | 3월 3일     | 41.2%           | 36.7%         | 38.1%           | 37.6%         |
| 제50회      | 3월 4일     | 45.8%           | 41.9%         | 43.9%           | 43.0%         |
| 제51회      | 3월 10일    | 39.4%           | 35.0%         | 38.1%           | 36.7%         |
| 제52회      | 3월 11일    | 47.5%           | 43.7%         | 45.1%           | 44.3%         |
| 평균 시청률 | 평균 시청률 | 34.0%           | 30.2%         | 34.8%           | 34.4%         |

## 결방 사유 및 연장 및 편성 변경
- 2017년 12월 30일, 31일: 송년특집 《황금빛 내 인생 스페셜》 편성으로 인한 결방.
- 2018년 2월 6일: 황금빛 내 인생 방영 분량이 50부작에서 2회 연장되어 52부작으로 변경 및 확정되었다.
- 2018년 2월 10일, 24일: 2018년 평창 동계 올림픽 중계방송으로 인한 결방.
- 2018년 2월 17일, 18일: 2018년 평창 동계 올림픽 중계방송으로 인해 밤 10시로 편성 변경. (46회, 47회)

## 수상 경력
- 2017년 KBS 연기대상 대상 천호진
- 2017년 KBS 연기대상 장편드라마부문 남자 우수상 박시후
- 2017년 KBS 연기대상 장편드라마부문 여자 우수상 신혜선
- 2017년 KBS 연기대상 베스트 커플상 박시후 & 신혜선
- 2017년 KBS 연기대상 작가상 소현경
- 2018년 제30회 한국PD대상 탤런트부문 출연자상 천호진
- 2018년 제11회 코리아 드라마 어워즈 여자 신인상 서은수
- 2018년 제6회 아시아태평양 스타 어워즈 장편드라마 부문 여자 최우수연기상 신혜선

## 경쟁 프로그램
- MBC 주말연속극 《밥상 차리는 남자》: 2017년 9월 2일~2018년 3월 18일
- MBC 주말 특별기획 드라마 《돈꽃》: 2017년 11월 11일~2018년 2월 3일
- MBC 주말 특별기획 드라마 《데릴남편 오작두》: 2018년 3월 3일~2018년 5월 19일
- SBS 주말 특별기획 드라마 《언니는 살아있다》: 2017년 4월 15일~2017년 10월 14일
- SBS 주말 특별기획 드라마 《브라보 마이 라이프》: 2017년 10월 21일~2018년 2월 3일
- SBS 주말 특별기획 드라마 《착한마녀전》: 2018년 3월 3일~2018년 5월 5일

## 참고 사항
- 내 딸 서영이 등으로 알려진 소현경 작가가 극본을 맡았으며 넝쿨째 굴러온 당신, 오 마이 비너스 등을 연출한 김형석 감독이 연출을 맡았다.
- 소현경 작가는 해당 작품에 앞서 SBS 미니시리즈를 쓰기로 했으나 《황금빛 내 인생》으로 발길을 돌렸다.[3]
- 유이가 서지안 역으로 낙점됐으나 자사 수목 미니시리즈 《맨홀 - 이상한 나라의 필》 캐스팅 때문에 고사했다.[4]
- 박시후, 나영희, 전노민은 2008~2009년에 방영된 SBS 드라마 《가문의 영광》 이후 8년 5개월 만에 재회했다.
- 최귀화, 이설구, 송진우는 2017년에 개봉한 영화 《택시운전사》 이후 약 1개월 만에 재회했다.
- 김봉환은 TV유치원이후 28년만에 안방극장에 복귀하였다.

## 같이 보기
- 대한민국의 텔레비전 드라마 목록 (ㅎ)
- 2017년 대한민국의 텔레비전 드라마 목록